# Демарчик, Эва
Эва Мария Демарчик (пол. Ewa Maria Demarczyk; 16 января 1941, Краков — 14 августа 2020) — польская певица.

## Биография
Окончила Государственную высшую театральную школу в Кракове как актриса и пианистка. С 1962 г. выступала в наиболее известном краковском кабаре «Пивница под Баранами». Слава Демарчик началась с выступления на Первом польском фестивале песни в Ополе (1963) и на Международном фестивале в Сопоте (1964, вторая премия), за которыми последовали гастроли во многих странах мира. В 1986 г. Демарчик основала в Кракове собственный музыкально-поэтический театр.

## Творчество
Демарчик выступала в жанре, который в Польше называется «спетая поэзия» (пол. poezja śpiewana) и подразумевает решающую роль стихотворного текста и подчёркнуто скромное, камерное музыкальное сопровождение. Демарчик сотрудничала с композитором Зыгмунтом Конечным, а с 1972 г. с Анджеем Зарыцким. Текстами её песен, как правило, служили стихи польских поэтов — Юлиана Тувима, Болеслава Лесьмяна, Кшиштофа Камиля Бачинского, Мирона Бялошевского. Демарчик также пела несколько стихотворений Осипа Мандельштама и Марины Цветаевой (в переводе на польский Ежи Помяновского). Для гастролей в СССР Демарчик подготовила программу на русском языке (те же стихи польских поэтов в русских переводах). Критика и зрители отмечали выдающиеся актёрские способности певицы, а её манера выступать всегда в чёрном платье заслужила ей прозвище Чёрного Ангела Польской песни («Чёрные ангелы», пол. Czarne anioły — одна из наиболее известных песен Демарчик).

## Признание
Большой командорский крест Ордена Возрождения Польши (2017), удостоена многих других наград.

## Отзывы
Я была потрясена, как работали с песней Зигмунд Конечный и Эва Демарчик. Ничего подобного я не видела ни у французов, вообще ни у кого! Он интересен сегодня точно так же, как и тогда! Вот это классика! Невероятно!— Елена Камбурова 